# Comuna Puzîkove, Hlobîne
Puzîkove (în ucraineană Пузикове) este o comună în raionul Hlobîne, regiunea Poltava, Ucraina, formată din satele Mahnivka și Puzîkove (reședința).

## Demografie
Componența lingvistică a comunei Puzîkove
     Ucraineană (96,18%)
     Rusă (3,69%)
     Alte limbi (0,13%)
Conform recensământului din 2001, majoritatea populației comunei Puzîkove era vorbitoare de ucraineană (96,18%), existând în minoritate și vorbitori de rusă (3,69%).